# Red Bull Air Race 2016
Die Red Bull Air Race 2016 Weltmeisterschaft war die 11. Saison einer von der Red Bull Air Race GmbH organisierten Serie von Luftrennen. In der Rennsaison 2016 wurden acht Rennen durchgeführt. Die Stationen waren Abu Dhabi (Vereinigte Arabische Emirate), Spielberg (Österreich), Chiba (Japan), Budapest (Ungarn), Ascot (Großbritannien), Lausitzring (Deutschland), Indianapolis (USA) und Las Vegas (USA).

## Air Race Piloten 2016

### Master Class
| Nr. | Pilot             | Herkunft               | Flugzeug                 |
| --- | ----------------- | ---------------------- | ------------------------ |
| 05  | Cristian Bolton   | Chile                  | Zivko Edge 540 V2        |
| 08  | Martin Šonka      | Tschechien             | Zivko Edge 540 V3        |
| 09  | Nigel Lamb        | Vereinigtes Königreich | MXS-R                    |
| 10  | Kirby Chambliss   | Vereinigte Staaten     | Zivko Edge 540 V3        |
| 11  | Mikaël Brageot    | Frankreich             | Master Mentoring Program |
| 12  | François Le Vot   | Frankreich             | Zivko Edge 540 V2        |
| 18  | Petr Kopfstein    | Tschechien             | Zivko Edge 540 V3        |
| 21  | Matthias Dolderer | Deutschland            | Zivko Edge 540 V3        |
| 22  | Hannes Arch 1     | Österreich             | Zivko Edge 540 V3        |
| 26  | Juan Velarde      | Spanien                | Zivko Edge 540 V2        |
| 27  | Nicolas Ivanoff   | Frankreich             | Zivko Edge 540 V2        |
| 31  | Yoshihide Muroya  | Japan                  | Zivko Edge 540 V3        |
| 37  | Peter Podlunšek   | Slowenien              | Zivko Edge 540 V2        |
| 84  | Pete McLeod       | Kanada                 | Zivko Edge 540 V3        |
| 95  | Matt Hall         | Australien             | MXS-R                    |
| 99  | Michael Goulian   | Vereinigte Staaten     | Zivko Edge 540 V2        |

#### Pilotenwechsel
- Der amtierende Champion Paul Bonhomme[2] und der erste Champion Péter Besenyei[3] scheiden nach dem letzten Rennen der Saison 2015 aus der Serie aus.
- Mikaël Brageot leitete 2016 eine weitere neue Komponente des Red Bull Air Race ein: das Master Mentoring Programm. Statt am Wettkampfbetrieb teilzunehmen, nahm ihn Weltmeister Nigel Lamb und das Breitling Racing Team unter ihre Fittiche.
- Cristian Bolton war Bereitschaftspilot in der Master Class Saison 2016 und hatte seine Jungfernflüge nach dem Unglück von Hannes Arch[1] im Starterfeld der Weltmeisterschaft bei den letzten beiden Rennen in Indianapolis und Las Vegas. 2017 wurde er dann als dauerhafter Pilot in die Master Class berufen[4].
- Petr Kopfstein und Peter Podlunšek debütieren in der Master Class.[5] In der abgelaufenen Saison 2015 gewann Kopfstein in der Challenger Class zwei Rennen und wurde zwei Mal Zweiter. Aufgrund dessen und seiner außergewöhnlichen Performances erhielt er nun die heiß begehrte „Unrestricted Superlicense“ und die Einladung für die Master Class. Podlunšek war Zweiter in der Challenger Class 2015 und stand dabei drei Mal auf dem Podium. Im Anschluss an die Saison 2015 brachte Podlunšek dann die Unrestricted Superlicence unter Dach und Fach und konnte somit erstmals 2016 in der Master Class starten.

### Challenger Class
- Die "Standard"-Maschine aller Challenger Cup Piloten war die Extra 330LX.

| Nr. | Pilot           | Herkunft               |
| --- | --------------- | ---------------------- |
| 05  | Cristian Bolton | Chile                  |
| 06  | Luke Czepiela   | Polen                  |
| 17  | Daniel Ryfa     | Schweden               |
| 24  | Ben Murphy      | Vereinigtes Königreich |
| 33  | Mélanie Astles  | Frankreich             |
| 48  | Kevin Coleman   | Vereinigte Staaten     |
| 62  | Florian Bergér  | Deutschland            |
| 77  | Francis Barros  | Brasilien              |

#### Pilotenwechsel
- Mélanie Astles, Kevin Coleman und Ben Murphy debütieren in der Challenger Class. Astles[6][7] ist die erste Pilotin, die in dieser Rennserie startet. Luke Czepiela kehrt nach seiner Auszeit in der letzten Saison in den Wettbewerb zurück[8].

## Rennkalender
| Nr. | Datum           | Rennen       | Quali-Sieger                | Sieger                      | Zweiter                     | Dritter                     | Gesamtführender             | Sieger Challenger           |
| --- | --------------- | ------------ | --------------------------- | --------------------------- | --------------------------- | --------------------------- | --------------------------- | --------------------------- |
| 01  | 11./12. Februar | Abu Dhabi    | Matt Hall                   | Nicolas Ivanoff             | Matthias Dolderer           | Francois Le Vot             | Nicolas Ivanoff             | Daniel Ryfa                 |
| 02  | 23./24. April   | Spielberg    | Juan Velarde                | Matthias Dolderer           | Hannes Arch                 | Nigel Lamb                  | Matthias Dolderer           | Florian Bergér              |
| 03  | 4./5. Juni      | Chiba        | abgesagt                    | Yoshihide Muroya            | Martin Šonka                | Kirby Chambliss             | Matthias Dolderer           | Cristian Bolton             |
| 04  | 16./17. Juli    | Budapest     | abgesagt                    | Matthias Dolderer           | Kirby Chambliss             | Nicolas Ivanoff             | Matthias Dolderer           | Daniel Ryfa                 |
| 05  | 13./14. August  | Ascot        | Matthias Dolderer           | Matt Hall                   | Matthias Dolderer           | Hannes Arch                 | Matthias Dolderer           | Kevin Coleman               |
| 06  | 3./4. September | Deutschland  | Nigel Lamb                  | Matt Hall                   | Matthias Dolderer           | Pete McLeod                 | Matthias Dolderer           | Florian Bergér              |
| 07  | 1./2. Oktober   | Indianapolis | Yoshihide Muroya            | Matthias Dolderer           | Nigel Lamb                  | Pete McLeod                 | Matthias Dolderer           | Luke Czepiela               |
| 08  | 15./16. Oktober | Las Vegas    | wegen starkem Wind abgesagt | wegen starkem Wind abgesagt | wegen starkem Wind abgesagt | wegen starkem Wind abgesagt | wegen starkem Wind abgesagt | wegen starkem Wind abgesagt |

## Meisterschaft

### Master Class
| Pos. | Pilot             | Abu Dhabi | Spielberg | Chiba | 1 Budapest | Ascot | Lausitz | Indianapolis | Las Vegas | Punkte |
| ---- | ----------------- | --------- | --------- | ----- | ---------- | ----- | ------- | ------------ | --------- | ------ |
| 1    | Matthias Dolderer | 2         | 1         | 8     | 1          | 2     | 2       | 1            | CAN       | 80.25  |
| 2    | Matt Hall         | 9         | 5         | 7     | 3          | 1     | 1       | 4            | CAN       | 55.75  |
| 3    | Hannes Arch †     | DSQ 2     | 2         | 6     | 2          | 3     | 5       |              | CAN       | 41     |
| 4    | Nigel Lamb        | 11        | 3         | 4     | 6          | 6     | 10      | 2            | CAN       | 37.75  |
| 5    | Nicolas Ivanoff   | 1         | 7         | DNS   | 7          | 7     | 7       | 6            | CAN       | 35     |
| 6    | Yoshihide Muroya  | 8         | 13        | 1     | 5          | 8     | 14      | 5            | CAN       | 31.5   |
| 7    | Martin Šonka      | DSQ       | 9         | 2     | 13         | 5     | 4       | 7            | CAN       | 31     |
| 8    | Pete McLeod       | 7         | 4         | 12    | 9          | 13    | 3       | 3            | CAN       | 30.5   |
| 9    | Kirby Chambliss   | 5         | 6         | 3     | 4          | 9     | 8       | DSQ          | CAN       | 30.25  |
| 10   | Michael Goulian   | 6         | 10        | 13    | 10         | 4     | 6       | 10           | CAN       | 19.75  |
| 11   | Juan Velarde      | 10        | 14        | 5     | 8          | 11    | 9       | 8            | CAN       | 14.25  |
| 12   | François Le Vot   | 3         | 12        | 10    | 14         | 12    | 12      | 12           | CAN       | 10     |
| 13   | Peter Podlunšek   | 12        | 8         | 11    | 11         | 10    | 13      | 11           | CAN       | 4      |
| 14   | Petr Kopfstein    | 13        | 11        | 9     | 12         | 14    | 11      | 9            | CAN       | 4      |
| 15   | Cristian Bolton   |           |           |       |            |       |         | 13           | CAN       | 0      |

(Legende: DNP = Nicht teilgenommen; DNS = Nicht gestartet; DSQ = Disqualifiziert; CAN = Abgesagt; Fett = schnellster Pilot im Qualifying)

Punktesystem
| Platzierung | 1    | 2      | 3      | 4    | 5    | 6    | 7    | 8    | 9    | 10   | 11   | 12   | 13   | 14   |
| Punkte      | 15   | 12     | 9      | 7    | 6    | 5    | 4    | 3    | 2    | 1    | 0    | 0    | 0    | 0    |
| Farbe       | Gold | Silber | Bronze | Grün | Grün | Grün | Grün | Grün | Grün | Grün | Blau | Blau | Blau | Blau |

### Challenger Class
| Pos. | Pilot           | Abu Dhabi | Spielberg | Chiba | Budapest | Ascot | Lausitz | Indianapolis | Las Vegas | Punkte gestrichen | Punkte |
| ---- | --------------- | --------- | --------- | ----- | -------- | ----- | ------- | ------------ | --------- | ----------------- | ------ |
| 1    | Florian Bergér  | 3         | 1         |       | 4        | 2     | 1       |              | CAN       | 10                | 28     |
| 2    | Daniel Ryfa     | 1         | 3         |       | 1        | 5     | 4       |              | CAN       | 6                 | 26     |
| 3    | Kevin Coleman   | 2         | 2         | 2     |          | 1     | 6       | 4            | CAN       | 12                | 26     |
| 4    | Luke Czepiela   | 5         |           | 3     | 3        | 2     | 2       | 1            | CAN       | 14                | 26     |
| 5    | Cristian Bolton |           | 4         | 1     | 6        | 3     |         |              | CAN       |                   | 20     |
| 6    | Ben Murphy      | 4         |           | 5     | 2        | 6     | 3       | 3            | CAN       | 6                 | 20     |
| 7    | Mélanie Astles  |           | 6         | 4     | 5        | 4     | 5       | 2            | CAN       | 4                 | 16     |
| 8    | Francis Barros  | DSQ 1     | 5         | 6     |          |       |         |              | CAN       |                   | 2      |

(Legende: DNP = Nicht teilgenommen; DNS = Nicht gestartet; DSQ = Disqualifiziert; CAN = Abgesagt)

Punktesystem
| Platzierung | 1    | 2      | 3      | 4    | 5    | 6    | 7    | 8    |
| Punkte      | 10   | 8      | 6      | 4    | 2    | 0    | 0    | 0    |
| Farbe       | Gold | Silber | Bronze | Grün | Grün | Blau | Blau | Blau |